# Пу (остров)
Пу (Ко Пу, тайск. เกาะปู) — остров в Таиланде, напротив пляжа Ката, к югу от пляжа Карон на западном побережье острова Пхукет в Андаманском море. Административно относится к тамбону Карон в провинции Пхукет. От пляжа Ката к острову тянется коралловый риф.